# Modena Football Club 2015-2016
Questa voce raccoglie le informazioni riguardanti il Modena Football Club nelle competizioni ufficiali della stagione 2015-2016.

## Stagione
Nella stagione 2015-2016 il Modena disputa il campionato cadetto, raccoglie 42 punti con il penultimo posto, retrocedendo in Lega Pro. Affidato ad Hernan Crespo il Modena disputa un discreto girone di andata, nel quale ottiene 24 punti in una zona tranquilla di classifica, ma il girone di ritorno diventa un incubo, con soli 18 punti raccolti, ha fatto peggio di tutti. Ai primi di aprile, dopo due sconfitte interne di fila con Como e Cagliari, il tecnico argentino viene sostituito da Cristiano Bergodi, ma anche il finale di campionato è avaro di soddisfazioni per i canarini che nelle ultime due decisive gare, subiscono tracolli contro Pescara e Novara, ritornando dopo quattordici anni di Serie A e Serie B in Lega Pro. Con 9 reti è stato sostanzioso il contributo di Davide Luppi alla causa gialloblù, anche se non sufficiente per mantenere la categoria. Nella Coppa Italia il Modena nel secondo turno ha superato (3-0) il Tuttocuoio di San Miniato, poi nel terzo turno è uscito dal torneo, battuto (2-0) a Reggio Emilia dal Sassuolo.

## Divise e sponsor
Lo sponsor tecnico per la stagione 2015-2016 è Erreà, mentre lo sponsor ufficiale a partire dal 6 marzo 2016 e solo per le gare casalinghe è Safim Architettura. In occasione della partita interna con il Novara del 27 dicembre 2015 è stato esibito sulle maglie il marchio Casa Modena, sponsor del settore giovanile.
| Casa | Trasferta | Terza divisa |

## Organigramma societario
Area direttiva
- Presidente onorario: Cav. Sergio Brighenti
- Presidente: Antonio Caliendo
- Vicepresidente: Arch. Angelo Forcina
- Amministratore delegato: Marja Caliendo
- Consigliere: Michele Caliendo
- Consigliere: Amedeo Matacena

Area organizzativa
- Segretario generale: Dott. Francesco Iacopino
- Ufficio Stampa: Dott. Antonio Vistocco
- Segretario sportivo: Dott. Andrea Russo
- Segreteria sportiva: Stefano Casolari
- Responsabile sicurezza: Stefano Zoboli
- Responsabile amministrativo: Annamaria Manicardi

Area comunicazione e marketing
- Sviluppo commerciale e marketing: Modena Academy

Area tecnica
- Direttore sportivo e responsabile settore giovanile: Massimo Taibi
- Allenatore: Hernán Crespo, poi Cristiano Bergodi
- Allenatore in seconda: Duccio Innocenti, poi Luigi Ciarlantini
- Team Manager: Dott. Andrea Russo
- Preparatore dei portieri: Marco Bizzarri
- Preparatori atletici: Prof. Marco Antonio Ferrone e Prof. Alberto Berselli, poi Prof. Matteo Spatafora e Prof. Nazzareno Salvatori
- Magazzinieri: Andrea Carra, Claudio Pifferi

Area sanitaria
- Responsabile sanitario: Dott. Fabrizio Corghi
- Medico sociale: Dott. Giuseppe Loschi
- Massaggiatori: Enrico Corradini, Andrea Martinelli

## Rosa
| N. |                    | Ruolo | Calciatore        |
| -- | ------------------ | ----- | ----------------- |
| 1  | Italia (bandiera)  | P     | Ivan Provedel     |
| 2  | Italia (bandiera)  | D     | Luca Calapai      |
| 3  | Romania (bandiera) | D     | Ștefan Popescu    |
| 4  | Italia (bandiera)  | C     | Riccardo Nardini  |
| 5  | Italia (bandiera)  | C     | Luca Belingheri   |
| 6  | Italia (bandiera)  | D     | Lino Marzorati    |
| 7  | Italia (bandiera)  | C     | Luca Nizzetto     |
| 7  | Italia (bandiera)  | C     | Luca Crecco       |
| 8  | Nigeria (bandiera) | C     | Wilfred Osuji     |
| 9  | Gambia (bandiera)  | A     | Ali Sowe          |
| 10 | Italia (bandiera)  | C     | Andrea Mazzarani  |
| 11 | Albania (bandiera) | C     | Fabio Sakaj       |
| 12 | Italia (bandiera)  | P     | Nicolò Manfredini |
| 13 | Italia (bandiera)  | D     | Simone Gozzi      |
| 14 | Italia (bandiera)  | C     | Andrea Doninelli  |
| 15 | Polonia (bandiera) | D     | Thiago Cionek     |
| 15 | Italia (bandiera)  | D     | Davide Bertoncini |
| 16 | Italia (bandiera)  | D     | Gianluca Zucchini |

| N. |                       | Ruolo | Calciatore         |
| -- | --------------------- | ----- | ------------------ |
| 16 | Italia (bandiera)     | P     | Riccardo Lanzotti  |
| 17 | Italia (bandiera)     | C     | Lorenzo Marchionni |
| 18 | Italia (bandiera)     | C     | Simone Bentivoglio |
| 19 | Italia (bandiera)     | C     | Daniele Galloppa   |
| 20 | Italia (bandiera)     | D     | Simone Aldrovandi  |
| 21 | Italia (bandiera)     | A     | Davide Luppi       |
| 24 | Italia (bandiera)     | C     | Daniele Giorico    |
| 25 | Slovacchia (bandiera) | A     | Tomáš Vestenický   |
| 25 | Guinea (bandiera)     | A     | Gaston Camara      |
| 26 | Italia (bandiera)     | P     | Marco Costantino   |
| 27 | Uruguay (bandiera)    | C     | Agustín Olivera    |
| 28 | Italia (bandiera)     | D     | Davide Zoboli      |
| 29 | Italia (bandiera)     | D     | Filippo Minarini   |
| 30 | Ghana (bandiera)      | C     | Emmanuel Besea     |
| 31 | Italia (bandiera)     | A     | Francesco Stanco   |
| 32 | Uruguay (bandiera)    | A     | Pablo Granoche     |
| 33 | Italia (bandiera)     | D     | Matteo Rubin       |
| 34 | San Marino (bandiera) | P     | Simone Benedettini |

## Calciomercato

### Sessione estiva(dall'1/7 al 31/8)
| Acquisti | Acquisti           | Acquisti       | Acquisti      |
| R.       | Nome               | da             | Modalità      |
| -------- | ------------------ | -------------- | ------------- |
| P        | Ivan Provedel      | Chievo         | prestito      |
| D        | Simone Aldrovandi  | Chievo         | prestito      |
| D        | Filippo Minarini   | Torres         | fine prestito |
| D        | Ștefan Popescu     | Cagliari       | definitivo    |
| C        | Luca Belingheri    | Livorno        | svincolato    |
| C        | Simone Bentivoglio | Chievo         | svincolato    |
| C        | Andrea Doninelli   | Benevento      | definitivo    |
| C        | Daniele Galloppa   | Parma          | svincolato    |
| C        | Daniele Giorico    | Cagliari       | svincolato    |
| C        | Lorenzo Marchionni | Chievo         | prestito      |
| C        | Andrea Mazzarani   | Virtus Entella | fine prestito |
| C        | Riccardo Nardini   | Ascoli         | fine prestito |
| C        | Agustín Olivera    | CA Fénix       | svincolato    |
| C        | Wilfred Osuji      | Varese         | fine prestito |
| A        | Davide Luppi       | Pro Vercelli   | fine prestito |
| A        | Ali Sowe           | Chievo         | prestito      |
| A        | Francesco Stanco   | Cittadella     | fine prestito |
| A        | Tomáš Vestenický   | Roma           | prestito      |

| Cessioni | Cessioni              | Cessioni        | Cessioni      |
| R.       | Nome                  | a               | Modalità      |
| -------- | --------------------- | --------------- | ------------- |
| P        | Carlo Pinsoglio       | Juventus        | fine prestito |
| D        | Gianni Manfrin        | Chievo          | definitivo    |
| D        | Denis Tonucci         | Bari            | svincolato    |
| C        | Boadu Maxwell Acosty  | Fiorentina      | fine prestito |
| C        | Davide Marsura        | Genoa           | fine prestito |
| C        | Alessandro Martinelli | Sampdoria       | fine prestito |
| C        | Amidu Salifu          | Fiorentina      | fine prestito |
| C        | Andrea Schiavone      | Juventus        | fine prestito |
| C        | Francesco Signori     | Novara          | svincolato    |
| A        | Stefano Beltrame      | Sampdoria       | fine prestito |
| A        | Francesco Fedato      | Sampdoria       | fine prestito |
| A        | Nicola Ferrari        | Virtus Lanciano | definitivo    |
| A        | Luca Garritano        | Cesena          | fine prestito |

### Sessione invernale(dal 4/1 all'1/2)
| Acquisti | Acquisti          | Acquisti  | Acquisti |
| R.       | Nome              | da        | Modalità |
| -------- | ----------------- | --------- | -------- |
| D        | Davide Bertoncini | Frosinone | prestito |
| C        | Luca Crecco       | Lazio     | prestito |
| A        | Gaston Camara     | Inter     | prestito |

| Cessioni | Cessioni          | Cessioni  | Cessioni      |
| R.       | Nome              | a         | Modalità      |
| -------- | ----------------- | --------- | ------------- |
| D        | Thiago Cionek     | Palermo   | definitivo    |
| D        | Gianluca Zucchini | Reggiana  | prestito      |
| C        | Luca Nizzetto     | Trapani   | definitivo    |
| C        | Agustín Olivera   | Catanzaro | prestito      |
| A        | Ali Sowe          | Chievo    | fine prestito |
| A        | Tomáš Vestenický  | Roma      | fine prestito |

## Risultati

### Serie B

#### Girone di andata
| Arbitro: | Pasqua (Tivoli) |

|  |           |                       |
|  | Marcatori | 62’ (rig.) Giacomelli |

| Arbitro: | Serra (Torino) |

|                       |           |  |
| Jidayi 77’ Mokulu 84’ | Marcatori |  |

| Arbitro: | Abbattista (Molfetta) |

|             |           |  |
| Olivera 86’ | Marcatori |  |

| Arbitro: | Pinzani (Empoli) |

|                         |           |  |
| Perico 18’ Cascione 69’ | Marcatori |  |

| Arbitro: | Minelli (Varese) |

|              |           |  |
| Galloppa 85’ | Marcatori |  |

| Arbitro: | Ros (Pordenone) |

|                                       |           |                 |
| Marzorati 25’ (aut.) Geijo 44’ (rig.) | Marcatori | 35’, 77’ Stanco |

| Arbitro: | Martinelli (Roma) |

|  |           |                               |
|  | Marcatori | 60’ Olivera 73’ Schiattarella |

| Arbitro: | Candussio (Cervignano del Friuli) |

|                                  |           |            |
| Mazzarani 72’ (rig.), 90’ (rig.) | Marcatori | 77’ Giorgi |

| Arbitro: | La Penna (Roma) |

|                   |           |  |
| Pasquato 72’, 90’ | Marcatori |  |

| Arbitro: | Sacchi (Macerata) |

|                |           |                      |
| Belingheri 47’ | Marcatori | 45’ (rig.) Catellani |

| Arbitro: | Pezzuto (Lecce) |

|          |           |           |
| Ganz 81’ | Marcatori | 50’ Rubin |

| Arbitro: | Pairetto (Nichelino) |

|                    |           |            |
| João Pedro 7’, 42’ | Marcatori | 22’ Stanco |

| Arbitro: | Illuzzi (Molfetta) |

|               |           |  |
| Marzorati 77’ | Marcatori |  |

| Arbitro: | Nasca (Bari) |

|                          |           |                |
| Citro 7’ A. Montalto 72’ | Marcatori | 64’ Belingheri |

| Arbitro: | Marini (Roma) |

|  |           |            |
|  | Marcatori | 78’ Caputo |

| Arbitro: | Minelli (Varese) |

|               |           |  |
| Di Carmine 7’ | Marcatori |  |

| Arbitro: | Maresca (Napoli) |

|                         |           |                |
| Nardini 5’ Granoche 16’ | Marcatori | 69’ G. Sansone |

| Arbitro: | Manganiello (Pinerolo) |

|             |           |  |
| Budimir 75’ | Marcatori |  |

| Arbitro: | Illuzzi (Molfetta) |

|                             |           |  |
| Belingheri 40’ Granoche 44’ | Marcatori |  |

| Arbitro: | Ripa (Nocera Inferiore) |

|              |           |  |
| Lapadula 53’ | Marcatori |  |

| Arbitro: | Pinzani (Empoli) |

|                             |           |  |
| Luppi 37’, 90+3’ Stanco 74’ | Marcatori |  |

#### Girone di ritorno
| Arbitro: | Baracani (Firenze) |

|                     |           |             |
| Raičević 74’, 90+1’ | Marcatori | 45+2’ Luppi |

| Arbitro: | Pairetto (Nichelino) |

|                |           |              |
| Belingheri 64’ | Marcatori | 90+1’ Mokulu |

| Arbitro: | Sacchi (Macerata) |

|                      |           |            |
| Janse 33’ Furlan 58’ | Marcatori | 38’ Stanco |

| Modena 7 febbraio 2016, ore 17:30 CET 25ª giornata | Modena         | 0 – 0 referto | Cesena | Stadio Alberto Braglia (5.772 spett.)\| Arbitro: \| Saia (Palermo) \| |
| Arbitro:                                           | Saia (Palermo) |               |        |                                                                       |

| Arbitro: | Chiffi (Padova) |

|                                |           |                   |
| Di Francesco 49’ Bonazzoli 87’ | Marcatori | 9’ (aut.) Vastola |

| Arbitro: | Illuzzi (Molfetta) |

|           |           |  |
| Luppi 69’ | Marcatori |  |

| Arbitro: | Maresca (Napoli) |

|  |           |           |
|  | Marcatori | 18’ Luppi |

| Arbitro: | Serra (Torino) |

|                       |           |           |
| Cacia 39’ (rig.), 60’ | Marcatori | 23’ Luppi |

| Arbitro: | Nasca (Bari) |

|           |           |  |
| Luppi 22’ | Marcatori |  |

| Arbitro: | Candussio (Cervignano del Friuli) |

|                          |           |  |
| Calaiò 24’ Sciaudone 53’ | Marcatori |  |

| Arbitro: | Minelli (Varese) |

|               |           |                        |
| Mazzarani 68’ | Marcatori | 51’ Ganz 54’ Cristiani |

| Arbitro: | Abisso (Palermo) |

|                |           |                        |
| Belingheri 78’ | Marcatori | 90+3’ Farias 90+5’ Sau |

| Arbitro: | Pasqua (Tivoli) |

|             |           |                  |
| Malonga 86’ | Marcatori | 90+3’ Belingheri |

| Arbitro: | Maresca (Napoli) |

|              |           |                                                       |
| Granoche 13’ | Marcatori | 54’ (rig.), 62’ (rig.) Petković 66’ Eramo 77’ Barillà |

| Arbitro: | Martinelli (Roma) |

|            |           |  |
| Caputo 20’ | Marcatori |  |

| Arbitro: | Nasca (Bari) |

|                        |           |  |
| Granoche 29’, 32’, 75’ | Marcatori |  |

| Arbitro: | Ros (Pordenone) |

|            |           |                 |
| Rosina 82’ | Marcatori | 55’ Bentivoglio |

| Arbitro: | Pinzani (Empoli) |

|           |           |                      |
| Luppi 17’ | Marcatori | 44’ (rig.) Palladino |

| Salerno 7 maggio 2016, ore 15:00 CEST 40ª giornata | Salernitana        | 0 – 0 referto | Modena | Stadio Arechi (21.890 spett.)\| Arbitro: \| Baracani (Firenze) \| |
| Arbitro:                                           | Baracani (Firenze) |               |        |                                                                   |

| Arbitro: | Pasqua (Tivoli) |

|                          |           |                                                         |
| Bentivoglio 7’ Luppi 51’ | Marcatori | 35’ Caprari 46’ Benali 63’, 90+4’ Lapadula 81’ Memushaj |

| Arbitro: | Abisso (Palermo) |

|                                                  |           |  |
| Evacuo 4’ (rig.) Gălăbinov 64’, 87’ González 89’ | Marcatori |  |

### Coppa Italia
| Arbitro: | Rapuano (Rimini) |

|                       |           |  |
| Granoche 7’, 42’, 73’ | Marcatori |  |

| Arbitro: | Calvarese (Teramo) |

|                                 |           |  |
| Falcinelli 54’ Floro Flores 68’ | Marcatori |  |

## Statistiche di squadra
| Competizione | Punti       | In casa | In casa | In casa | In casa | In casa | In casa | In trasferta | In trasferta | In trasferta | In trasferta | In trasferta | In trasferta | Totale | Totale | Totale | Totale | Totale | Totale | DR  |
| Competizione | Punti       | G       | V       | N       | P       | Gf      | Gs      | G            | V            | N            | P            | Gf           | Gs           | G      | V      | N      | P      | Gf     | Gs     | DR  |
| ------------ | ----------- | ------- | ------- | ------- | ------- | ------- | ------- | ------------ | ------------ | ------------ | ------------ | ------------ | ------------ | ------ | ------ | ------ | ------ | ------ | ------ | --- |
| Serie B      | 42          | 21      | 10      | 4       | 7       | 25      | 22      | 21           | 1            | 5            | 15           | 12           | 33           | 42     | 11     | 9      | 22     | 37     | 55     | -18 |
| Coppa Italia | terzo turno | 1       | 1       | 0       | 0       | 3       | 0       | 1            | 0            | 0            | 1            | 0            | 2            | 2      | 1      | 0      | 1      | 3      | 2      | +1  |
| Totale       | 42          | 22      | 11      | 4       | 7       | 28      | 22      | 22           | 1            | 5            | 16           | 12           | 35           | 44     | 12     | 9      | 23     | 40     | 57     | -17 |

### Andamento in campionato
| Giornata  | 1  | 2  | 3  | 4  | 5  | 6  | 7  | 8  | 9  | 10 | 11 | 12 | 13 | 14 | 15 | 16 | 17 | 18 | 19 | 20 | 21 | 22 | 23 | 24 | 25 | 26 | 27 | 28 | 29 | 30 | 31 | 32 | 33 | 34 | 35 | 36 | 37 | 38 | 39 | 40 | 41 | 42 |
| --------- | -- | -- | -- | -- | -- | -- | -- | -- | -- | -- | -- | -- | -- | -- | -- | -- | -- | -- | -- | -- | -- | -- | -- | -- | -- | -- | -- | -- | -- | -- | -- | -- | -- | -- | -- | -- | -- | -- | -- | -- | -- | -- |
| Luogo     | C  | T  | C  | T  | C  | T  | C  | C  | T  | C  | T  | T  | C  | T  | C  | T  | C  | T  | C  | T  | C  | T  | C  | T  | C  | T  | C  | T  | T  | C  | T  | C  | C  | T  | C  | T  | C  | T  | C  | T  | C  | T  |
| Risultato | P  | P  | V  | P  | V  | N  | P  | V  | P  | N  | N  | P  | V  | P  | P  | P  | V  | P  | V  | P  | V  | P  | N  | P  | N  | P  | V  | V  | P  | V  | P  | P  | P  | N  | P  | P  | V  | N  | N  | N  | P  | P  |
| Posizione | 16 | 21 | 16 | 20 | 11 | 12 | 16 | 14 | 16 | 15 | 16 | 18 | 16 | 18 | 19 | 19 | 18 | 19 | 17 | 18 | 13 | 16 | 17 | 18 | 19 | 19 | 18 | 15 | 17 | 14 | 16 | 17 | 18 | 19 | 19 | 19 | 18 | 17 | 17 | 18 | 19 | 21 |

Fonte:  Serie B – Classifiche, su sport.sky.it, Sky Sport. URL consultato il 1º ottobre 2015 (archiviato dall'url originale l'11 settembre 2014).
Legenda:

Luogo: C = Casa; T = Trasferta. Risultato: V = Vittoria; N = Pareggio; P = Sconfitta.